# Коломенская, Надежда Сергеевна
Надежда Сергеевна Коломенская (Котова) (1912 — ?) — рабочая семеноводческого совхоза «Лабинский» Министерства совхозов СССР, Лабинский район Краснодарского края. Герой Социалистического Труда (17.08.1950).

## Биография
Родилась в 1912 году в станице Терновская Кавказского отдела Кубанской области, ныне Тихорецкого района Краснодарского края, в семье крестьянина. Русская. 
До коллективизации сельского хозяйства трудилась в частном хозяйстве. В послевоенный период трудилась добросовестно в полеводстве совхоза «Лабинский» Лабинского района её труд был по достоинству оценён и Указом Президиума Верховного Совета СССР от 6 апреля 1948 года Котова Н. С. была награждена орденом Трудового Красного Знамени.
Особенно высоких результатов добилась в 1949 году. По итогам работы года получила урожай пшеницы 34,87 центнера с гектара на площади 26,5 гектара. 
Указом Президиума Верховного Совета СССР от 17 августа 1950 года за получение высоких урожаев пшеницы при выполнении совхозами плана сдачи государству сельскохозяйственных продуктов в 1949 году и обеспеченности семенами всех культур в размере полной потребности для весеннего сева 1950 года рабочей семеноводческого совхоза «Лабинский» Министерства совхозов СССР Котовой Надежде Сергеевне присвоено звание Героя Социалистического Труда с вручением ордена Ленина и золотой медали «Серп и Молот».
Была неоднократной участницей ВСХВ и ВДНХ, и в последующие годы её звено добивалось высоких показателей в социалистическом соревновании продолжало получать отличные урожаи озимой пшеницы.
Сведений о дальнейшей судьбе Н. С. Коломенской (в замужестве) нет. Дата смерти неизвестна.

## Награды
- Медаль «Серп и Молот» (17.08.1950);
- Орден Ленина (17.08.1950).
- Орден Трудового Красного Знамени (06.04.1948)
- медалями ВСХВ и ВДНХ

- и другими
- Отмечена грамотами и дипломами.

## Память

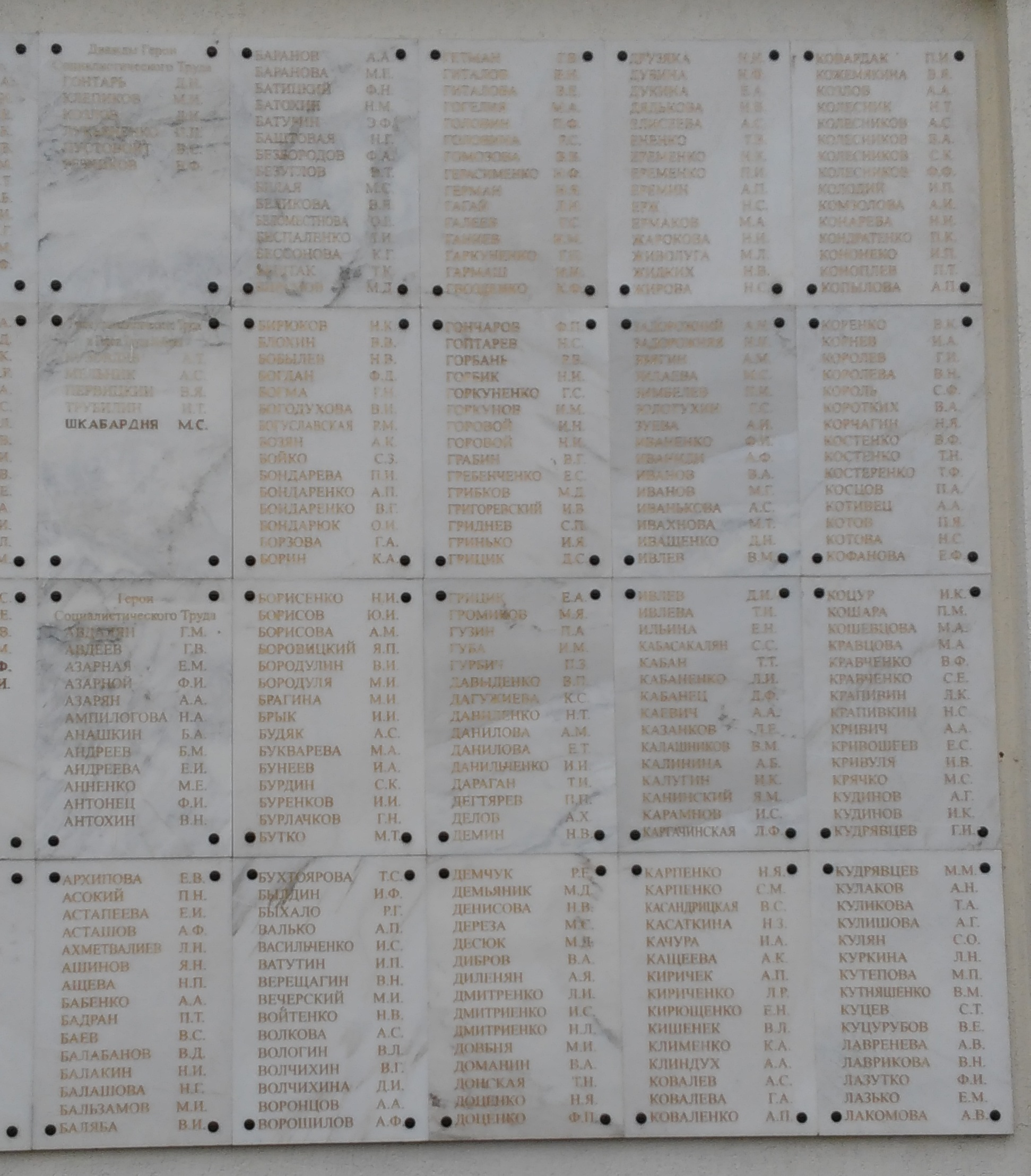
Мемориальная доска с именами Героев Социалистического Труда Кубани и Адыгеи. Краснодар 2017

- На могиле установлен надгробный памятник.
- Имя Героя золотыми буквами вписано на мемориальной доске в Краснодаре.